# 206. lovski polk (Wehrmacht)
Za druge 206. polke glej 206. polk.
206. lovski polk je bil lovski polk v sestavi redne nemške kopenske vojske med drugo svetovno vojno.

## Zgodovina
Polk je bil ustanovljen 10. oktobra 1941 z reorganizacijo 206. pehotnega polka in dodeljen 99. lahki diviziji. . 
15. novembra 1941 je bil preimenovan in reorganiziran v 206. gorski polk.